# Moe Drabowsky
Myron Walter „Moe” Drabowsky (ur. 21 lipca 1935, zm. 10 czerwca 2006) – urodzony w Polsce gracz baseballowy pochodzenia żydowskiego, który grał w Major League Baseball na pozycji miotacza przez 17 sezonów.
Drabowsky przybył do USA wraz z rodzicami w 1938. Zadebiutował w MLB 7 sierpnia 1956 r. w barwach Chicago Cubs. Przez całą karierę bronił barw 8 klubów. Ostatni mecz rozegrał 19 września 1972 r. grając dla Chicago White Sox. Dwukrotnie zdobył tytuł mistrza MLB, w 1966 i 1970, obydwa w barwach Baltimore Orioles. Potem był trenerem drużyn White Sox (1986) i Cubs (1994).
W 1987 r. przyjechał do Polski, by pomóc w przygotowaniach olimpijskich polskiej drużynie narodowej w baseballu. Członek National Polish-American Sports Hall of Fame od 1999.